# Tim Ramholt
Tim Ramholt (* 2. November 1984 in Zürich) ist ein ehemaliger Schweizer Eishockeyspieler, der über viele Jahre in der Schweizer National League A auf der Position des Verteidigers spielte. Dabei war er unter anderem für die ZSC Lions, den HC Davos, EV Zug und EHC Kloten aktiv. Im Juniorenbereich vertrat er die Schweiz bei vier Weltmeisterschaften und gewann dabei 2001 die Silbermedaille bei der Weltmeisterschaft der U18-Junioren.

## Karriere
Ramholt stammt aus dem Nachwuchs der GCK Lions, bei denen er sämtliche Juniorenstufen durchlief. Zur Saison 2001/02 wechselte er dann zum Partnerteam ZSC Lions, wo er seine ersten Spiele in der höchsten Schweizer Spielklasse absolvieren konnte. Allerdings kam er in den ersten beiden Jahren auch bei seinem Stammverein zu Einsätzen in der National League B.
Nachdem er als 18-Jähriger beim NHL Entry Draft 2003 in der zweiten Runde von den Calgary Flames gedraftet worden war, entschloss sich Ramholt, den Schritt nach Übersee zu wagen, und schloss sich den Cape Breton Screaming Eagles aus der kanadischen Juniorenliga LHJMQ, die ihn beim CHL Import Draft desselben Jahres als Gesamtsiebten ausgewählt hatten, an. In der folgenden Saison brachte er es in 51 Spielen der regulären Saison auf neun Tore und 27 Assists, entschloss sich aber am Saisonende, in die Schweiz zurückzukehren, wo er je ein Jahr für die ZSC Lions und die Kloten Flyers aktiv war.
Im Jahre 2006 entschloss er sich, einen zweiten Anlauf in Nordamerika zu wagen. Während der folgenden beiden Saisons absolvierte Ramholt, der innerhalb weniger Monate im Kalenderjahr 2008 von den Calgary Flames zu den Philadelphia Flyers und später in die Organisation der Nashville Predators transferiert worden war, für vier verschiedene Teams insgesamt 210 Partien in der American Hockey League, in denen er insgesamt acht Tore und 38 Assists verbuchte. Obwohl ihm der Durchbruch in der National Hockey League verwehrt blieb, durfte er ein NHL-Spiel für die Calgary Flames absolvieren.
Im Sommer 2009 kehrte er in die Schweiz zurück und spielt seither für den HC Davos, mit dem er in der Saison 2010/11 Schweizer Meister wurde. Seine guten Leistungen seit der Rückkehr aus Nordamerika führten dazu, dass er im November 2010 von Nationaltrainer Sean Simpson auch in die Schweizer Nationalmannschaft berufen wurde.
Zur Saison 2013/14 wurde Ramholt vom EV Zug unter Vertrag genommen, wo er bis 2016 spielte. Im Dezember 2015 unterzeichnete er einen Dreijahresvertrag beim EHC Kloten, der ab der Saison 2016/17 galt.
Nach dem Abstieg des EHC Kloten in die zweite Spielklasse im Frühjahr 2018 beendete Ramholt seine Karriere.

## Erfolge und Auszeichnungen
- 2001 Silbermedaille bei der U18-Junioren-Weltmeisterschaft
- 2011 Schweizer Meister mit dem HC Davos
- 2017 Cupsieger mit dem EHC Kloten

## Karrierestatistik

### International
Vertrat die Schweiz bei:
- U18-Junioren-Weltmeisterschaft 2001
- U20-Junioren-Weltmeisterschaft 2002
- U20-Junioren-Weltmeisterschaft 2003
- U20-Junioren-Weltmeisterschaft 2004

(Legende zur Spielerstatistik: Sp oder GP = absolvierte Spiele; T oder G = erzielte Tore; V oder A = erzielte Assists; Pkt oder Pts = erzielte Scorerpunkte; SM oder PIM = erhaltene Strafminuten; +/− = Plus/Minus-Bilanz; PP = erzielte Überzahltore; SH = erzielte Unterzahltore; GW = erzielte Siegtore; 1 Play-downs/Relegation; Kursiv: Statistik nicht vollständig)